# Super Bowl XXVI

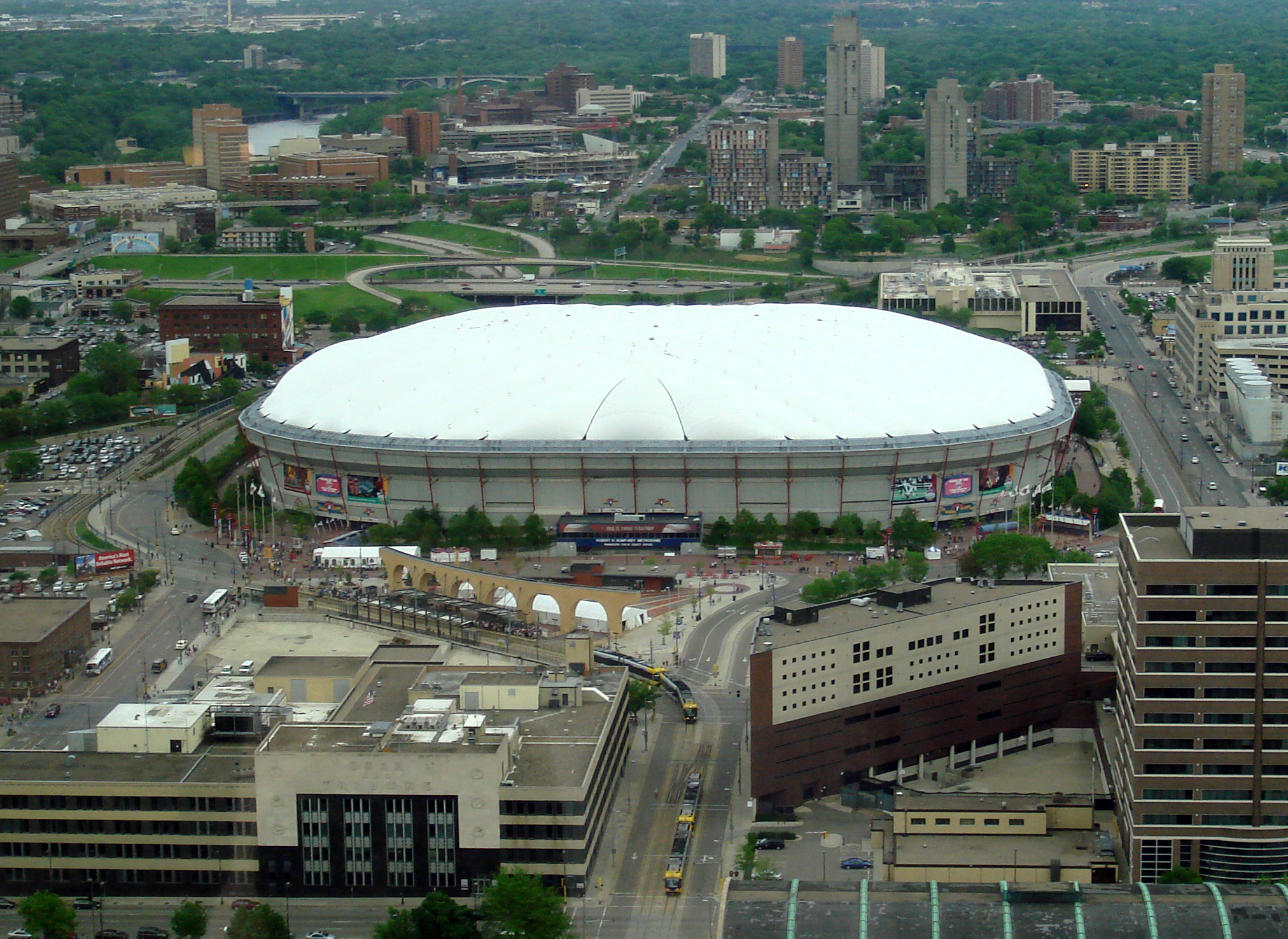
Stadion Hubert H. Humphrey Metrodome w Minneapolis, Minnesota

Super Bowl XXVI był dwudziestym szóstym finałem o mistrzostwo NFL w zawodowym futbolu amerykańskim, rozegranym 26 stycznia 1992 roku, na stadionie Hubert H. Humphrey Metrodome, w Minneapolis, w stanie Minnesota.
Mistrz konferencji NFC, drużyna Washington Redskins, pokonał mistrza konferencji AFC, drużynę Buffalo Bills, uzyskując wynik 37-24. Washington Redskins zostali mistrzami po raz piąty.
Za faworytów spotkania uważana była drużyna z Waszyngtonu.
Amerykański hymn państwowy przed meczem wykonała Harry Connick Jr. W przerwie w połowie meczu wystąpili: Gloria Estefan, Brian Boitano oraz Dorothy Hamill.
Tytuł MVP finałów zdobył Mark Rypien, Quarterback zespołu Redskins.

## Ustawienia początkowe
| Waszyngton       | Pozycja | Pozycja | Buffalo            |
| ---------------- | ------- | ------- | ------------------ |
| Ofensywa         |         |         |                    |
| Gary Clark       | WR      | WR      | James Lofton       |
| Jim Lachey       | LT      | LT      | Will Wolford       |
| Raleigh McKenzie | LG      | LG      | Jim Ritcher        |
| Jeff Bostic      | C       | C       | Kent Hull          |
| Mark Schlereth   | RG      | RG      | Glenn Parker       |
| Joe Jacoby       | RT      | RT      | Howard Ballard     |
| Don Warren       | TE      | TE      | Pete Metzelaars    |
| Art Monk         | WR      | WR      | Andre Reed         |
| Mark Rypien      | QB      | QB      | Jim Kelly          |
| Earnest Byner    | RB      | RB      | Kenneth Davis      |
| Ron Middleton    | TE      | TE      | Keith McKeller     |
| Defensywa        |         |         |                    |
| Charles Mann     | LDE     | LDE     | Leon Seals         |
| Eric Williams    | LDT     | NT      | Jeff Wright        |
| Tim Johnson      | RDT     | RDE     | Bruce Smith        |
| Fred Stokes      | RDE     | LOLB    | MCornelius Bennett |
| Wilber Marshall  | LOLB    | LILB    | Shane Conlan       |
| Kurt Gouveia     | MLB     | RILB    | Carlton Bailey     |
| Andre Collins    | ROLB    | ROLB    | Darryl Talley      |
| Martin Mayhew    | LCB     | LCB     | Kirby Jackson      |
| Darrell Green    | RCB     | RCB     | Nate Odomes        |
| Danny Copeland   | SS      | SS      | Dwight Drane       |
| Brad Edwards     | FS      | FS      | Mark Kelso         |